# التأثير الاجتماعي والبيئي لزيت النخيل
يعتبر زيت النخيل -المنتج من نخيل الزيت- مصدر دخل أساسيًا للعديد من المزارعين في جنوب شرق آسيا ووسط وغرب أفريقيا وأمريكا الوسطى. يُستخدم محليًا كزيت للطبخ ويُصدّر للاستخدام في الكثير من منتجات الأغذية والعناية الشخصية ويُحول إلى وقود حيوي ينتج ما يصل إلى 10 أضعاف كمية الزيت لكل وحدة من إنتاج فول الصويا أو السلجم أو عباد الشمس.
ينتج نخيل الزيت 38٪ من إنتاج الزيوت النباتية في العالم لـ 5٪ من الأراضي الزراعية في العالم. وتخضع مزارع زيت النخيل -التي عادة ما تكون محاصيل زراعة أحادية- لمزيد من التدقيق لتأثيرها على البيئة، بما في ذلك فقدان عزل الكربون وأراضي التنوع الحيوي. هناك أيضًا قلق بشأن نزوح السكان من البشر والحيوانات بسبب زراعة نخيل الزيت.

## إحصائيات
يُقدر أن حوالي 1.5 مليون من صغار المزارعين يزرعون المحصول في إندونيسيا، إلى جانب حوالي 500000 شخص يعملون مباشرة في القطاع في ماليزيا، بالإضافة إلى أولئك المرتبطين بالصناعات ذات الصلة.
اعتبارًا من عام 2006، بلغت مساحة الأراضي المتزايدة لمزارع زيت النخيل حوالي 11,000,000 هكتار (42,000 ميل مربع). في عام 2005، قدرت جمعية زيت النخيل الماليزية، المسؤولة عن حوالي نصف محصول العالم، أنها تدير حوالي نصف مليار من أشجار النخيل المعمرة العازلة للكربون. ارتفع الطلب على زيت النخيل ومن المتوقع أن يرتفع أكثر.
توسعت المساحة المزروعة بين عامي 1967 و2000 في إندونيسيا من أقل من 2000 كيلومتر مربع (770 ميلًا مربعًا) إلى أكثر من 30,000 كيلومتر مربع (12000 ميل مربع). تعد إزالة الغابات في إندونيسيا بسبب زيت النخيل (وقطع الأشجار غير القانوني) سريعةً إلى درجة أن تقرير برنامج الأمم المتحدة للبيئة لعام 2007 (UNEP) قال إن معظم غابات البلاد قد تتدمر بحلول عام 2022. وقد انخفض معدل فقد الغابات في العقد الماضي.
من المتوقع أن يبلغ الإنتاج العالمي 46.9 مليون طن في عام 2010، متجاوزًا 45.3 مليون في عام 2009، مع تأمين إندونيسيا معظم الزيادة.

## القضايا الاجتماعية
زيت النخيل محصول اقتصادي قيِّم ويوفر فرصًا للعمل. ويتيح لصغار المزارعين المشاركة في الاقتصاد النقدي، وغالبًا ما يؤدي إلى تحسينات في البنية التحتية المحلية وزيادة الوصول إلى الخدمات مثل المدارس والمرافق الصحية. في بعض المناطق، حلت زراعة نخيل الزيت محل الزارعات التقليدية، وغالبًا ما يكون ذلك بسبب زيادة العائد المحتمل لزيت النخيل.
ومع ذلك، في بعض الحالات، تتوسع الأراضي من قبل مزارع النخيل الزيتية دون استشارة أو تعويض الشعوب الأصلية التي تشغل الأرض. حدث هذا في بابوا غينيا الجديدة وكولومبيا وإندونيسيا. في ولاية سراوق في بورنيو الماليزية، كان هناك جدل حول ما إذا كان هناك مستوى مناسب من التشاور مع مجتمع لونغ تيران كانان قبل تطوير الأراضي المحلية لمزارع زيت النخيل. أدى الاستيلاء على الأراضي المحلية إلى نزاع بين المزارعين والسكان المحليين في كل من هذه البلدان.
ووفقًا لتقرير عام 2008 أصدرته منظمات غير حكومية بما في ذلك أصدقاء الأرض، ورد أن شركات زيت النخيل استخدمت القوة للحصول على الأراضي من السكان الأصليين في إندونيسيا. بالإضافة إلى ذلك، تعتمد بعض مزارع زيت النخيل الإندونيسي على العمالة المستوردة أو المهاجرين غير الشرعيين، ما يثير مخاوف بشأن ظروف العمل والتأثيرات الاجتماعية لهذه الممارسات.

## القضايا البيئية
أدى ارتفاع الطلب على زيت النخيل والأخشاب في إندونيسيا إلى تطهير أراضي الغابات الاستوائية في الحدائق الوطنية الإندونيسية. ووفقًا لتقرير أصدره برنامج الأمم المتحدة للبيئة عام 2007، وبمعدل إزالة الغابات في ذلك الوقت، ستتدمر حوالي 98 في المئة من الغابات الإندونيسية بحلول عام 2022 بسبب قطع الأشجار القانوني وغير القانوني، وحرائق الغابات وتطوير مزارع زيت النخيل.
تعهدت ماليزيا، ثاني أكبر منتج لزيت النخيل، بالحفاظ على 50 في المئة على الأقل من إجمالي مساحة أراضيها كغابات. اعتبارًا من عام 2010، كان 58 في المئة من ماليزيا غابات.
تعرضت زراعة زيت النخيل لانتقادات بسبب:
- انبعاثات الغازات الدفيئة. تمثل إزالة الغابات في المناطق المدارية ما يقدر بنحو 10 في المئة من ثاني أكسيد الكربون من صنع الإنسان.[17]

- تدمير المواطن البيئية للحيوانات، ما يؤدي إلى زوال الأنواع المهددة بالانقراض (مثل الفيل في سومطرة، ونمر سومطرة،[17] ووحيد القرن في سومطرة،[18] وإنسان الغاب السومطري).[15][19][20][21][22][23]

- انخفاض التنوع البيولوجي،[24] بما في ذلك الأضرار التي لحقت ببقع للتنوع البيولوجي.[22][24]

- زراعة المحاصيل على الأراضي التي يملكها السكان الأصليون في ولايتي سراوق وكاليمانتان في جزيرة بورنيو وولاية صباح الماليزية.[24][25]